# Yakama

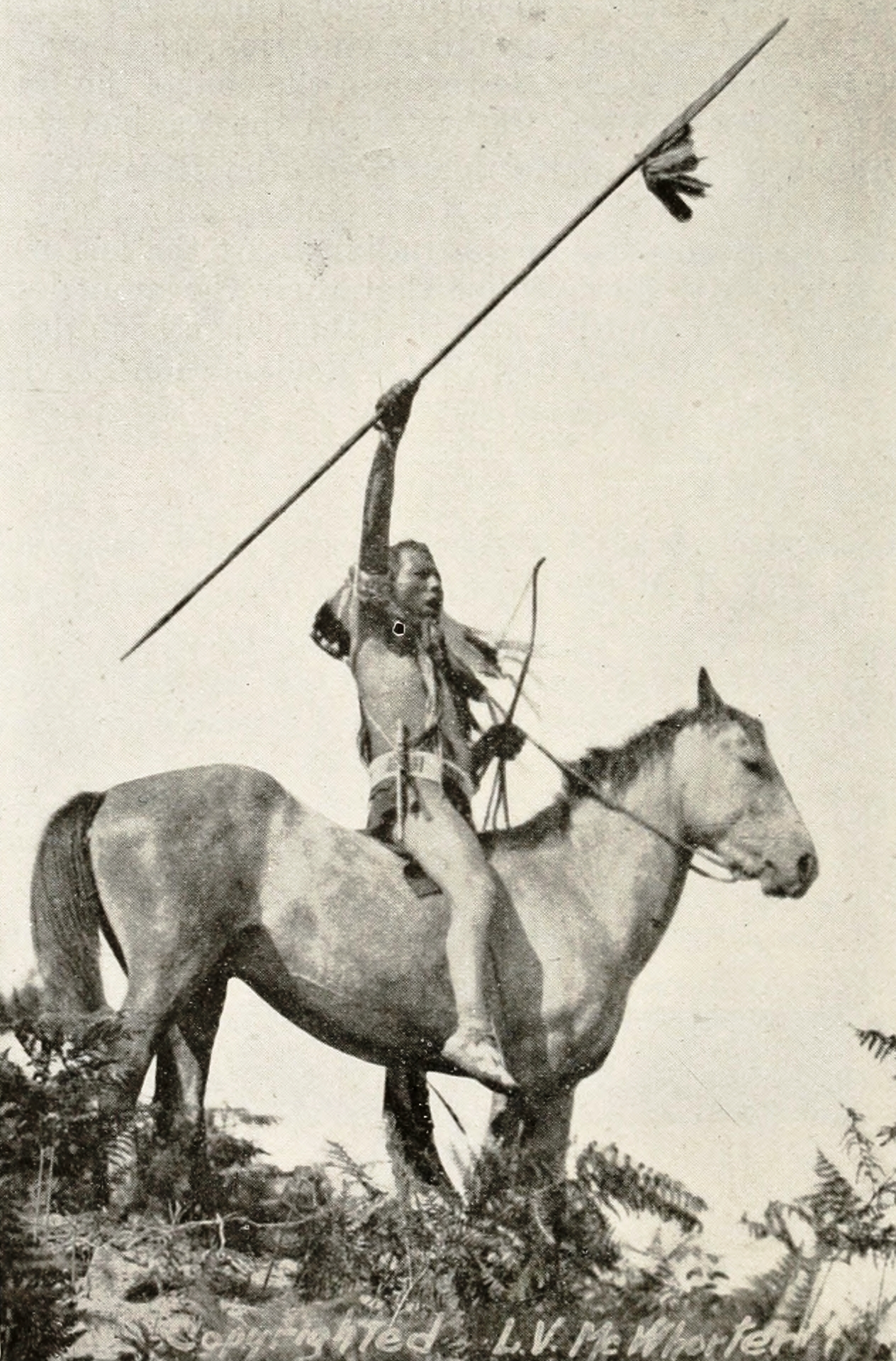
Yakamakrijger (1913)

De Yakama’s (tot 1994 Yakima’s genoemd) zijn een indianenvolk van het Columbia-plateau rond de Columbiarivier in de staat Washington in het noordwesten van de Verenigde Staten. Ze bewonen met 13 andere etnische groepen het Yakimareservaat langs de Yakima en vormen met hen de Yakama Nation. Deze wordt bestuurd door een stamraad die samengesteld is uit afgevaardigden van de 14 volken die het reservaat telt.

## Geschiedenis
De Yakama’s waren een sedentair volk dat leefde als jager-verzamelaars. Vooral de visvangst was belangrijk voor hun voeding. In 1805 of 1806 werden ze voor het eerst beschreven door de expeditie van Lewis en Clark, die hen ontmoette bij de uitmonding van de Yakimarivier in de Columbiarivier. In 1855 sloten ze samen met de Palouse (tegenwoordig geschreven als "Palus"), Pisquouse, Wenatshapam, Klikatat, Klinquit, Kow-was-say-ee, Li-ay-was, Skin-pah, Wish-ham, Shyiks, Ochechotes, Kah-milt-pay, en Se-ap-cateen een verdrag met de Verenigde Staten waarbij ze een reservaat kregen toegewezen. Hetzelfde jaar werd er in dat reservaat echter goud ontdekt, wat leidde tot conflicten met blanke goudzoekers. De stammen in het reservaat verenigden zich onder leiding van het Yakamastamhoofd Kamiakin en kwamen in opstand, met als gevolg de drie jaar durende Yakima Oorlog (1855-1858). De indianen werden in 1858 verslagen en naar hun reservaat overgebracht, waar nu nog zo'n 10.000 Yakama's leven.

## Taal
Het Yakama is een noordwestelijk dialect van het Sahaptisch, een Sahaptische taal van de Plateau-Penutische taalgroep. Het Yakama tribal cultural resources program promoot de originele naam, Ichishkíin Sínwit, in plaats van Sahaptisch, wat ‘vreemdeling in het land’ betekent.